# هدیه (فیلم ۲۰۱۴)
هدیه (ایرلندی: An Bronntanas) یک فیلم است که در سال ۲۰۱۴ منتشر شد.